# Тироль, Жан
Жан Тиро́ль (фр. Jean Tirole, род. 9 августа 1953) — французский экономист, научный руководитель Института Теории отраслевой организации при университете Тулуза 1 Капитолий, президент фонда Жан-Жака Лаффона (Тулузская школа экономики), лауреат Нобелевской премии по экономике 2014 года «за анализ рыночной власти и её регулирования».
Опубликовал более ста научных статей по экономике, 11 книг по теории отраслевой организации, теории игр, корпоративным финансам. Его книга «Теория отраслевой организации» является общепризнанным стандартным университетским учебником по этому предмету.
Тироль внёс вклад во многие области микроэкономического анализа. Одна из самых известных его работ — теории коллективных репутаций — развитие концепции модели Акерлофа о рынках с асимметричной информацией. Эта теория формализует и описывает в виде математической модели такие понятия, как репутация, качество (товара, услуги), честное поведение. На концепции, предложенной Тиролем, базируются многие новые работы других авторов по близким темам, в частности, по коррупции в обществе.

## Биография

### Образование
Окончил в 1973 году Политехническую школу, в 1978 году — магистратуру в Национальной школе мостов и дорог. В 1978 году получил докторскую степень по дискретной математике в Университете Парижа IX — Дофин, в 1981 году получил докторскую степень по экономической теории в Массачусетском технологическом институте.

### Научная деятельность
С 1981 по 1984 год работал научным сотрудником в Национальной школе мостов и дорог, в 1984—1991 гг. — профессор экономики Массачусетского технологического института.
С 1992 года работает научным руководителем Института Теории отраслевой организации при университете Тулуза 1 Капитолий, одновременно оставаясь гостевым профессором (англ. Visiting Professor) Массачусетского технологического института.

### Административная деятельность
- С 1995 года является директором по науке по совместительству в Высшей школе социальных наук.
- С 2007 года является директором Тулузской школы экономики (Toulouse School of Economics).

### Общественная деятельность
- 1998 — президент Эконометрического общества.
- 2001 — президент Европейской экономической ассоциации.
- В 1999—2006 и с 2008 — член Экономического совета при Премьер-министре Франции

## Награды и отличия
Лауреат премий разных университетов и экономических организаций:
- Почётный иностранный член Американской Академии искусств и наук (1993)
- Почётный иностранный член Американской экономической ассоциации (1993)
- Лауреат премии Европейской Экономической ассоциации (1993)
- Почётный член мюнхенского Центра экономических исследований (1996)
- Золотая медаль Национального центра научных исследований Франции (2007), второй экономист после Мориса Алле, удостоившийся этой премии.
- 2008 — BBVA Foundation Frontiers of Knowledge Award;
- Лауреат Нобелевской премии по экономике (2014)
- Иностранный член Национальной академии наук США (2015)[9]

### Учебники
- Тироль Ж. Теория корпоративных финансов: в 2 кн. — М.: Издательский дом «Дело» РАНХиГС, 2017 — (Кн.1 — 672с. — ISBN 978-5-7749-1241-4; Кн.2 — 640с. — ISBN 978-5-7749-1240-7) (Tirole J. The Theory of Corporate Finance. Princeton, Oxford: Princeton University Press, 2006);
- Тироль Ж. Рынки и рыночная власть: теория организации промышленности. в 2 тт. — СПб.: Экономическая школа, 2000 (Т. 1. — 334 с. — ISBN 5-900428-54-0; Т. 2. — 455 с. — ISBN 5-900428-55-9) (Tirole J. The Theory of Industrial Organization. — Cambridge, MA: MIT Press, 1988);
- Fudenberg D., Tirole J. Game Theory. — Cambridge, MA: MIT Press, 1991.
- Laffont J.-J., Tirole J. A Theory of Incentives in Regulation and Procurement. — Cambridge, MA: MIT Press, 1993.
- Dewatripont M., Tirole J. The Prudential Regulation of Banks. — Cambridge, MA: MIT Press, 1994.
- Laffont J.-J., Tirole J. Competition in Telecommunications. — Cambridge, MA: MIT Press, 1999.

### Монографии
- Tirole J. Financial Crises, Liquidity and the International Monetary System. — Princeton: Princeton University Press, 2002.
- Экономика для общего блага = Économie du bien commun. / Пер. с фр. И. Шевелевой; научный редактор перевода М. Левин. — М.: Изд-во Института Гайдара, 2020. — 696 с. — ISBN 978-5-93255-565-1

### Статьи
- Tirole J. (1996) A Theory of Collective Reputations (with applications to the persistence of corruption and to firm quality // Review of Economic Studies. — № 1.